# ميخائيل دوستويفسكي
ميخائيل ميخائيلوفيتش دوستويفسكي (بالروسية: Михаи́л Миха́йлович Достое́вский) هو كاتِبٌ قصصٍ قصيرة روسيّ وناشِر وناقِد أدبي والشقيق الأكبر لفيودور دوستويفسكي وقضيا طفولتهما معاً وكانا مُقرّبين من بعضهما. وُلِدَ في 25 نوفمبر 1820 وتوفّي في 22 يوليو 1864.

## حياته
وُلِدَ ميخائيل ميخائيلوفيتش دوستويفسكي في 25 نوفمبر 1820 في موسكو حيث كان والِده طبيباً في مستشفى عسكريّ فيها. تلقّى ميخائيل تعليماً منزليّاً، وبدأ بكتابة الشعر بعمرِ التاسعة. في عام 1834 أُرسِلَ لمدرسة ل. تشيرماك الداخلية حيثُ بقي فيها حتّى 1837. ثُمّ أرسله والده مع شقيقه الأصغر فيودور إلى سانت بطرسبرغ، وأراد ارتياد معهد نيكولايف للهندسة العسكرية مع أخيه، بيدَ انه لم يُقبَل حيثُ شُخّص بإصابته بالسل بعد الفحوصات الطبية التي أجراها.
في عام 1842 تزوج إميلي فون ديتمار وأنجب منها ابنين اثنين هما فيودور وميخائيل، وثلاث بنات هُنّ كاترين وماريا وفارفارا. وفي عام 1849 تم القبض عليه مع شقيقه، بسبب صلته برابطة بيتراشيفسكي.
في 1861 أسّس مجلّة سمّاها فيرميا. حيثُ أرادَ إنشاء مجلّةٍ مستقلّة محايدةٍ وقائمةٍ بذاتها وغير خاضعة لسُلطَة. وبنفس الوقت ليُلهم الناس العاديين ويُشجّعهم على القراءة. حيث كان يرى أن مُشكلةَ المجتمع الروسي بسبب الكوسموبوليتية.
أصبحت المجلة واحدةً من أشهر المجلّات في بداية ستينات القرن التاسع عشر، حيثُ ضمّت حوالي 4000 مُشترك. كان ميخائيل بشكلٍ رسمي هو الناشر والمحرر، أما شقيقه فيودور فكان كاتِباً فيها وراوياً للقصص وناقداً ومُحرراً أيضاً. مُنعت المجلة ة لاحقاً في أبريل 1863 وذلك بسبب نشر إحدى مقالات نيكولاي ستراخوف. وفي 1864، أسّس لمجلّة جدديدة اسمها إبوخا. وتوفّي لاحقاً في ذلك العام إثرَ تعرّضه لـ العصارة الصفراوية. وكان عمره 45 عاماً.

## أعماله
نشر ميخائيل دوستويفسكي أعماله في مجلة Notes of the Fatherland وهي 6 قصص قصيرة:
- ابنة (Дочка; 1848).
- السيد سفيتلكين (Господин Светелкин; 1848).
- عصفور (Воробей; 1848).
- رجلان كبيران (Два старичка; 1849).
- خمسون عاماً (Пятьдесят лет; 1850).
- الكبار والصغار (Старшая и меньшая, 1851).